# Deogratias Musoke
Deogratias Musoke (ur. 20 lipca 1949) – ugandyjski bokser, uczestnik Letnich Igrzysk Olimpijskich 1972, medalista Igrzysk Brytyjskiej Wspólnoty Narodów.
W 1970 roku na Igrzyskach Brytyjskiej Wspólnoty Narodów Musoke zdobył srebrny medal w wadze piórkowej.
Na igrzyskach w Monachium startował w turnieju wagi piórkowej. W pierwszej fazie miał wolny los, jednak w drugiej poniósł porażkę z Finem Jouko Lindberghiem, przegrywając z nim przez stosunek punktów (0-5).